# 金鶏路駅
金鶏路駅（きんけいろえき）は、中華人民共和国浙江省杭州市蕭山区金城路と金鶏路の交差点に位置する杭州地下鉄5号線の駅である。将来的には15号線との乗換駅になる予定である。

## 歴史
- 2020年4月23日：5号線の駅として開業[2][3]。

## 駅構造
島式ホーム1面2線を有する地下駅。

### のりば

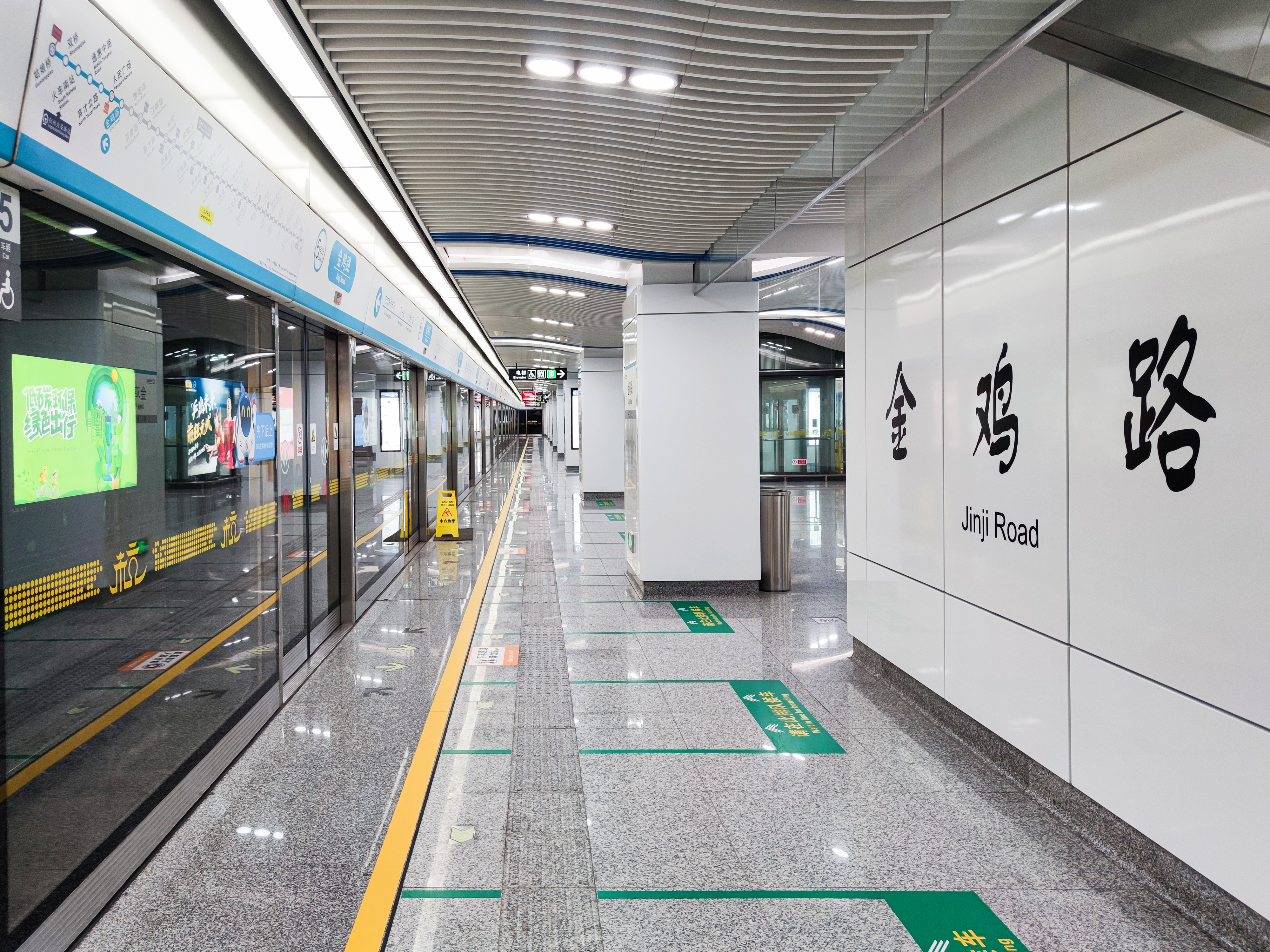
ホーム

| 路線    | 方向 | 行先                 |
| ------- | ---- | -------------------- |
| ■ 5号線 | 下り | 城站・南湖東方面     |
| ■ 5号線 | 上り | 火車南站・姑娘橋方面 |

（出典：杭港地下鉄:内部空间示意图）

## 駅周辺
- 天匯園
- 衆安・国泰花園
- 加州陽光・開元広場 - B出入口直結
- 城品華庭
- 開源加州陽光小区
- 盛元・藍爵国際
- 金地徳聖中心
  - 星光天地
- 金山初中
- 知稼苑

## 隣の駅
杭州地下鉄
■ 5号線
博奥路駅 - 金鶏路駅 - 人民広場駅
■ 15号線（建設中）
蕭棉路駅(仮) - 金鶏路駅 - 建設一路西駅(仮)